# Rejon juraciszkowski
Rejon juraciszkowski – jednostka terytorialna istniejąca w ramach Białoruskiej SRR w latach 1940–1960 na terenie Wileńszczyzny (de facto 1940–1941; 1944–1960). Siedzibą władz były Juraciszki.

## Historia
Rejon powstał 15 stycznia 1940 w ramach obwodu baranowickiego. Obejmował 16 gmin wiejskich (sielsowietów). 2 września 1944 został włączony w skład obwodu mołodeckiego, a 20 stycznia 1960 skasowany i włączony do rejonu iwiejskiego.